# Welcome to Sky Valley
| Оценки критиков      | Оценки критиков |
| Источник             | Оценка          |
| -------------------- | --------------- |
| Allmusic             | [ 2 ]           |
| Rolling Stone        | [ 3 ]           |
| Entertainment Weekly | B+              |
| Robert Christgau     | [ 5 ]           |
| Piero Scaruffi       | [ 6 ]           |

Welcome to Sky Valley — третий студийный альбом американской стоунер-рок группы Kyuss, выпущенный 28 июня 1994 года. Диск стал первым для нового басиста Kyuss Скотта Ридера, который заменил Ника Оливери, и последним для барабанщика Брэнта Бьорка.

## Об альбоме
Welcome to Sky Valley был записан в начале 1993, но из-за падения лейбла (Dali Records) релиз откладывался до середины 1994. Песня «N.O.» изначально была записана группой Марио Лалли Across The River с участием басиста Ридера. После того, как Ридер покинул The Obsessed и присоединился к Kyuss, Бьорк предложил записать «N.O.» как дань Across The River.
Изначально изданный на CD Welcome to Sky Valley состоял из 10 песен, объединённых в 3 трека со скрытой песней.
Группа Tool вместе с Ридером на басу сыграла кавер на «Demon Cleaner» на шоу в Hollywood Palladium в 1998. Также эта песня есть в видео-игре Guitar Hero: Metallica.

## Список композиций
1. Movement I — 17:47 (Джош Хомме, Брэнт Бьорк)
  1. «Gardenia» — 6:54
  2. «Asteroid» — 4:49
  3. «Supa Scoopa and Mighty Scoop» — 6:04
2. Movement II — 14:50 (Хомме, Скотт Ридер)
  1. «100°» — 2:29
  2. «Space Cadet» — 7:02
  3. «Demon Cleaner» — 5:19
3. Movement III — 18:19 (Омм, Бьорк, Ридер, Марио Лалли)
  1. «Odyssey» — 4:19
  2. «Conan Troutman» — 2:12
  3. «N.O.» — 3:47
  4. «Whitewater» — 8:00
4. «Lick Doo» — 0:57 (скрытый трек)

### Промотреклист
1. «Gardenia» (Брэнт Бьорк) — 6:50
2. «Asteroid» (Джош Хомме) — 4:50
3. «Supa Scoopa and Mighty Scoop» (Джош Хомме) — 6:03
4. «100°» (Джош Хомме) — 2:29
5. «Space Cadet» (Джош Хомме/Скотт Ридер) — 7:02
6. «Demon Cleaner» (Джош Хомме) — 5:19
7. «Odyssey» (Джош Хомме) — 4:19
8. «Conan Troutman» (Джош Хомме) — 2:12
9. «N.O.» (Марио Лалли/Скотт Ридер) — 3:48
10. «Whitewater» (Брэнт Бьорк/Джош Хомме) — 8:00
11. «Lick Doo» — 0:57 (трек-призрак)

## Над альбомом работали
Kyuss
- Джон Гарсия — вокал
- Брэнт Бьорк — ударные
- Джош Хомме — гитары, бэк-вокал
- Скотт Ридер — бас, бэк-вокал

Дополнительный персонал
- Марио Лалли — гитара в «N.O.»
- Крис Госс — продюсирование
- Джо Барреси — звукоинженер, микширование (NRG Studios, Северный Голливуд, Калифорния)
  - Джефф Шиан (Jeff Sheehan), Вэйд Нортон (Wade Norton), Алекси Кэмпбелл (Alexe Campbell) — помощники инженера
  - Брайан Йенкинс (Brian Jenkins) — дополнительный инженер
- Эдди Шрейер — мастеринг (Futuredisc Systems, Hollywood, CA)
- Алекс Солка — фотографии
- Скайлс — арт-директор
- Питер Моффет — дополнительная перкуссия в «Asteroid»
- Madman Of Encino — дополнительный бэк-вокал